# 嶺大病院駅
嶺大病院駅（ヨンデビョンウォンえき）は、大韓民国大邱広域市南区にある大邱交通公社1号線の駅である。駅番号は127。

## 駅構造
- 相対式ホーム2面2線の地下駅。

## 駅周辺
- 明徳市場
- 大邱銀行 大明洞支店
- 外換銀行 本徳洞支店
- 大邱高等学校
- 嶺南大学校医科大学（医学部）・医学専門大学院・医療院（附属病院） - 駅名の由来。なお、医科大学以外のキャンパスは慶尚北道慶山市にある（2号線嶺南大駅下車）
- 大明5洞住民センター
- 嶺南理工大学校

## 歴史
- 1997年11月26日 - 開業。

## 利用状況
| 路線   | 利用人数 | 利用人数 | 利用人数 | 利用人数 | 利用人数 | 利用人数 | 利用人数 | 利用人数 | 利用人数 | 利用人数 | 利用人数 |
| 路線   | 1997年   | 1998年   | 1999年   | 2000年   | 2001年   | 2002年   | 2003年   | 2004年   | 2005年   | 2006年   | 2007年   |
| ------ | -------- | -------- | -------- | -------- | -------- | -------- | -------- | -------- | -------- | -------- | -------- |
| ●1号線 | 3085人   | 4121人   | 4556人   | 不明     | 4583人   | 4906人   | 2919人   | 4566人   | 4774人   | 6609人   | 6395人   |

## 隣の駅
大邱交通公社
●1号線
顕忠路駅（126） - 嶺大病院駅（127） - 教大駅（128）